# Перепис населення Молдови (2004)
Перепис населення Молдови 2004 року — перший перепис населення Молдови, проведений у країні після здобуття нею незалежності у 1991 році. Проводився протягом 5—12 жовтня 2004 року, пройшов на всіх територіях Молдови за винятком Автономного територіального утворення з особливим правовим статусом Придністров'я, підконтрольного самопроголошеній Придністровській Молдавській Республіці (ПМР). У листопаді того ж 2004 року влада ПМР провела власний перепис населення, результати якого були, втім, поставлені під сумнів офіційним Кишиневом.
Попередній перепис населення на теренах Молдови проводився 1989 року, результати цього перепису на території Молдавської РСР (за винятком території Придністров'я) використовувалися для визначення динаміки демографічних показників. 

## Результати Перепису

Міське та сільське населення Молдови у 2004 та 1989 роках

За результатами Перепису сукупна чисельність постійного населення Молдови (за винятком підконтрольних ПМР територій) склала 3 383 332 осіб, у тому числі 1 305 655 осіб (або 38,6 %) міського та 2 077 677 осіб (або 61,4 %) сільського населення. До сукупної чисельності населення було включено й тимчасове відсутнє на території Молдови населення, чисельність якого склала 273 тисячі осіб.
Динаміка у порівнянні з переписом населення 1989 року була негативною — чисельність населення за цей період зменшилася на 274 тисячі осіб, що відповідає річному темпу скорочення населення на рівні 0,5 %. Таким чином густота населення Молдови протягом 1989—2004 років зменшилася зі 120,4 до 111,4 особи на квадратний кілометр. Скорочення населення було викликане зменшенням народжуваності та від'ємним сальдо міжнародної міграції населення. Характерною особливістю скорочення населення Молдови за цей період стало суттєве перевищення темпів зменшення населення міст над темпами зменшення сільського населення — ці показники склали відповідно 15,2 % та 1,9 %.
Серед адміністративних одиниць Молдови найбільш населеними виявилися муніципій Кишинів, в якому мешкали 712 тисяч осіб (21 % усього населення країни), автономне територіальне утворення Гагаузія (156 тисяч осіб) та муніципій Бєльці (128 тисяч). Населення понад 100 тисяч осіб також мали Кагульський, Гинчештський, Оргейський та Унґенський райони країни.

### Структура населення за статтю та віком

Вікова структура населення Молдови у 2004.

Більшу частину населення Молдови складали жінки, частка яких у сукупній чисельності населення за даними Перепису 2004 склала 51,9 %. Жінок у країні нараховувалося 1 756 тисяч, що на 128 тисяч більше, ніж чоловіків. На 1000 жінок 2004 року припадало 927 чоловіків, 1989 року цей же показник становив 912 чоловіків.
Середній вік населення Молдови за результатами Перепису 2004 склав 35,3 року, що на 3,5 роки більше, ніж у 1989 році. При цьому середній вік для жінок склав 36,8 року проти 33,6 року для чоловіків.
Процес старіння населення Молдови відбувався насамперед через скорочення абсолютної та відносної чисельності дітей (осіб віком до 15 років), частка яких у 2004 році склала 21 %, що на 8,6 відсоткових пунктів менше, ніж у 1989 році. 14,8 % населення Молдови на момент Перепису 2004 перебували у віці, старшому за працездатний, тобто понад 61 рік для чоловіків та 56 років для жінок. Цей показник лишився практично незмінним у порівнянні з попереднім Переписом (зменшення на 0,5 відсоткового пункту).
Найвагомішою виявилася вікова група від 15 до 29 років, до якої зокрема потрапили особи, народжені у 1980-х роках, протягом яких на території Молдавської РСР спостерігалося суттєве піднесення показників народжуваності.
Перепис населення 2004 року зареєстрував на території країни 97 осіб віком понад 100 років (85 з яких — жінки, 79 — мешканці сільської місцевості).

### Національна структура населення

Національна структура населення Молдови у 2004 та 1989 роках.

Результати Перепису визначили, що основною етнічною групою країни у 2004 році були молдовани, частка яких у сукупній чисельності населення Молдови сягнула 75,8 %, збільшившись у порівнянні з 1989 роком на 5,9 відсоткових пунктів. Зростання частки молдован відбулася за рахунок скорочення часток основних національних меншин — українців та росіян у населенні країни. Відносна чисельність представників цих етнічних груп скорочувалася за рахунок суттєвіших масштабів еміграції, а також через зміну етнічної самоідентифікації представників змішаних родин на користь молдовської національності. У результаті цих процесів частка найбільшої етнічної меншини країни — українців у сукупному населенні Молдови протягом 1989—2004 років скоротилася з 11,3 % до 8,4 %, а росіян — з 9,8 % до 5,9 %. Натомість зростання відносної чисельності продемонстрували деякі інші етнічні меншини країни —насамперед гагаузи та румуни. Причому частка осіб, що ідентифікують себе румунами, зросла протягом 15 років між Переписами з 0,1 % до 2,2 %, що пояснюється насамперед політичними причинами та популяризацією ідеї належності молдовського народу до спільної румунської нації.
78,8 % населення Молдови зазначили рідною мовою мову своєї національності. Водночас цей показник є певною мірою заниженим оскільки 18,8 % молдован визначили своєю рідною мовою румунську, що також пояснюється політичними причинами, оскільки у прорумунських колах існує досить популярна точка зору, що молдовська мова є лишень говіркою румунської. Серед основних етнічних груп країни найнижчим було визнання своєї національної мови рідною серед українців, лише 64,1 % з яких визначили рідною мовою українську, 31,8 % українців Молдови вважають своєю рідною мовою російську. 

#### Українська меншина Молдови
Українська меншина Молдови є другою за чисельністю національною групою країни після молдован, під час Перепису населення 2004 року 282,4 тисячі мешканців країни, тобто 8,4 % її населення вказали себе українцями. Найчисельніша в абсолютному відношенні українська громада (58,9 тисячі осіб) мешкала у муніципії Кишинів, українці становили 8,3 % населення столичного муніципію. У відносному відношенні найбільш значущими були українські осередки в Окницькому районі (30,7 % населення), а також Бричанському районі (25,6 %), муніципії Бєльці (23,7 %) та Ришканському районі (22,5 %).
64,1 % українців Молдови вважали рідною мовою українську, частка населення Молдови, що вказала українську мову основною мовою щоденного спілкування, становила 3,8 % сукупного населення.

### Освітній рівень

Структура населення Молдови за рівнем освіти, 2004 рік.

Перепис населення засвідчив позитивну динаміку освітнього рівня населення Молдови протягом 1989—2004 років. 86,6 % мешканців Молдови віком від 15 років мали щонайменше обов'язкову (неповну середню) освіту, 1989 року цей показник становив усього 75,5 %. Вищу університетську освіту мали 11,1 % мешканців країни віком 15+, ще 10,5 % закінчили заклади середньої спеціальної освіти. Освітній рівень найбільшої групи населення (65,0 %) був на рівні загальної (середньої або неповної середньої) освіти. Рівень писемності серед осіб відповідної вікової групи склав 98,9 %, тобто лише 1,1 % дорослого населення країни був неписемним, що суттєво менше зареєстрованого Переписом 1989 року рівня у 3,6 %.
Також протягом 1989—2004 років зменшився розрив між рівнем наявності обов'язкової освіти серед міського та сільського населення, який у 2004 році склав 12,2 процентних пункти (принаймні неповну середню освіту мали 93,9 % мешканців міст та 81,7 % селян). 1989 року такий розрив знаходився на рівні 24,9 відсоткових пункти.

### Структура населення за конфесійною приналежністю
Перепис 2004 року став першим переписом населення на теренах Молдови, під час якого респонденти мали можливість зазначити власну релігійну та конфесійну приналежність. Цією можливістю не скористалися 2,2 % населення країни, які відмовилися зазначити своє віросповідання, ще 1,4 % населення склали атеїсти та невіруючі. Домінуючою релігією Молдови Перепис визначив православне християнство, свою приналежність до якого зазначили 93,3 % мешканців країни. Серед представників інших вірувань суттєвою чисельністю відзначилися баптисти (1 %), адвентисти (0,4 %) та п'ятдесятники (0,3 %). 